# Physostegania pustularia
Physostegania pustularia là một loài bướm đêm trong họ Geometridae.